# Enrique Pimentel Malaussena
Enrique Pimentel Malausena (1928-1995) fue un médico genetista y endocrinólogo, académico, investigador, líder institucional, autor de libros científicos y editor venezolano, conocido por haber sido Presidente de la Academia Nacional de Medicina de Venezuela desde 1994; ocupando vitaliciamente el Sillón IV; así como por haber sido Profesor Titular de la Cátedra de Fisiopatología de la Escuela de Medicina Luis Razetti, Director Fundador del Centro Nacional de Genética y Enfermedades Hereditarias, y Director del Instituto de Medicina Experimental de la UCV.

## Biografía
Pimentel fue hijo de Enrique Pimentel-Parilli y Paulina Malaussena de Pimentel-Parilli. Se casó con Emmy Gehrenbeck en 1952, con quien tuvo 6 hijos: Luis (fallecido), Gonzalo, Javier (fallecido), Ana, Beatriz, e Ignacio.

## Carrera
Pimentel se graduó como Doctor en Medicina en la Universidad Central de Madrid en 1953. Trabajó como endocrinólogo en el Hospital Militar de Caracas desde 1955 hasta 1977 y fue Profesor Titular de la Universidad Central de Venezuela, donde inició labores docentes en 1953.

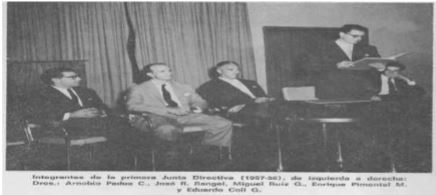
Fundación de la Sociedad Venezolana de Endocrinología y Metabolismo - 1957

Fue directivo fundador de la Sociedad Venezolana de Endocrinología y Metabolismo, Director de Instituto de Medicina Experimental de la UCV (Caracas) entre 1977 y 1980; también Director-fundador del Centro Nacional de Genética (Caracas) desde 1978. Fue Editor para Sudamérica del Journal of Tumor Marker Oncology, y Editor Jefe (fundador) del journal Critical Reviews in Oncogenesis; ambos publicados por CRC Press.

### Honores
Pimentel Recibió el Premio Nacional de Ciencias de Venezuela en 1982, así como la condecoración Grosse Verdienstkreuz (Gran Cruz del Mérito), otorgada por el gobierno alemán en 1976. Igualmente recibió la Orden Andres Bello en 1983, y la Orden del Libertador en 1987, ambas otorgadas por el gobierno de Venezuela. En el lapso 1974 a 1976 fue Presidente de la Asociación Cultural Humboldt de Caracas.

## Publicaciones

### Papers
Pimentel publicó varios centenares de trabajos científicos, frecuentemente en journals indexados. Sus papers más citados son:
- Pimentel-Malaussena, Enrique (1958). Treatment of eight cases of hyperthyroidism with cobaltous chloride. Journal of the American Medical Association (en inglés) 167 (14): 1719. ISSN 0002-9955. doi:10.1001/jama.1958.02990310025005
- Pimentel, E (1979). «Human oncovirology». Biochimica et Biophysica Acta (BBA) - Reviews on Cancer (en inglés) 560 (2): 169-216. doi:10.1016/0304-419X(79)90019-2
- de Nuñez, Milagros; Penchaszadeh, Victor B.; Pimentel, Enrique (1984). «Chromosome fragility in patients with sporadic unilateral retinoblastoma». Cancer Genetics and Cytogenetics (en inglés) 11 (2): 139-141. doi:10.1016/0165-4608(84)90107-9

- Pimentel, E. (1985). «Oncogenes and human cancer». Cancer Genetics and Cytogenetics 14 (3-4): 347-368. ISSN 0165-4608. PMID 3881166. doi:10.1016/0165-4608(85)90201-8

- Pimentel, E. (1990). «Colony-stimulating factors». Annals of Clinical and Laboratory Science 20 (1): 36-55. ISSN 0091-7370. PMID 2178548

### Libros
- Pimentel, Enrique (1987). Hormones, growth factors, and oncogenes. CRC Press. ISBN 0-8493-5346-7. OCLC 14215120978-0849353468
- Pimentel, Enrique (1989). Oncogenes (2nd ed edición). CRC Press. ISBN 0-8493-6505-8. OCLC 20167899
- Pimentel, Enrique (1994). Handbook of growth factors. CRC Press. ISBN 0-8493-2505-6. OCLC 29225741 [9]